# Алексеевский сельский совет (Голопристаньский район)
Алексеевский сельский совет (укр. Олексіївська сільська рада) — входит в состав
Голопристаньского района
Херсонской области
Украины.
Административный центр сельского совета находится в 
с. Алексеевка
.

## Населённые пункты совета
- с. Алексеевка